# Guy Louis II Vernansal

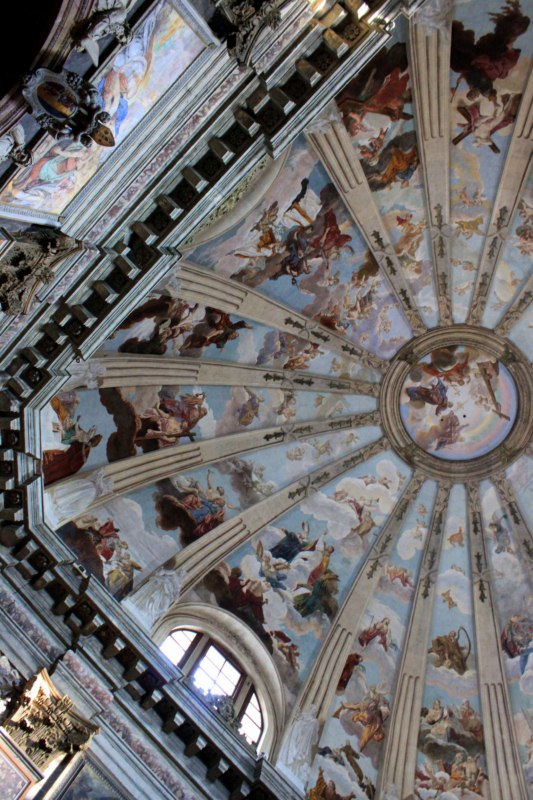
Il Paradiso sulla volta della chiesa di San Gaetano

Guy Louis II Vernansal (talvolta italianizzato in Lodovico Vernansal) (Parigi, 1689 circa – Parigi, 1749) è stato un pittore francese barocco operante nella Repubblica di Venezia.

## Biografia
Figlio di Guy Louis I Vernansal pittore ed arazziere, completò lo studio della pittura a Roma e a Venezia tra il 1709 e il 1712. Fu pittore ed incisore. Ebbe numerose commissioni a Padova, dove compì nella chiesa dei chierici regolari Teatini, il Paradiso sullo volta, da molti considerato il suo capolavoro. Dopo i lavori padovani ebbe commissioni anche a Brescia. Il pittore è caratterizzato da un talento acuto ma incostante, con il ragionato uso dei colori e delle luci e della resa pittorica. Tornato in Francia nel 1734, fu accolto nell'Accademia; morì a Parigi nel 1749.

## Opere
- Natività di Cristo, 1720, Padova, chiesa di Santa Maria del Torresino
- Nascita della Vergine, 1723, Padova, chiesa di Santa Maria del Torresino
- Miracolo di san Pellegrino Laziosi, 1727, Padova, chiesa di Santa Maria dei Servi
- Immacolata Concezione, Padova, facciata della chiesa di San Canziano
- Paradiso, Padova, chiesa di San Gaetano
- Flagellazione di Cristo, Padova, chiesa di San Gaetano
- Sibille, Brescia, chiesa di San Gaetano